# Unguitartessus
Unguitartessus är ett släkte av insekter. Unguitartessus ingår i familjen dvärgstritar.
Kladogram enligt Catalogue of Life:
| Unguitartessus | \| \| Unguitartessus cairnsensis \| \| \| \| \| \| Unguitartessus trispinus \| \| \| \| |
|                | \| \| Unguitartessus cairnsensis \| \| \| \| \| \| Unguitartessus trispinus \| \| \| \| |
|                | Unguitartessus cairnsensis                                                              |
|                |                                                                                         |
|                | Unguitartessus trispinus                                                                |
|                |                                                                                         |